# Meteorologiåret 1991

## Händelser

### Mars
- 21 mars – En tornado slår till mot Fairboult County i Minnesota, USA [1].
- 22 mars - En allvarlig isstorm härjar i Minnesota, USA [2].

### April
- April - Cyklonen Gorky drabbar Bangladesh och kräver minst 138 000 dödsoffer.

### Maj
- 31 maj – I Narsarsuaq, Grönland uppmäts temperaturen + 22.4 °C, vilket blir Grönlands högst uppmätta temperatur för månaden [3].

### Juni
- 16 juni – En person dödas och fem skadas då blixten slår ner mot en golfbana i USA under US Open [4].

### September
- September-oktober - Sverige upplever så kallad brittsommar [5].
- 2 september – Vid Kirkja, Färöarna uppmäts temperaturen + 20.6 °C, vilket blir Färöarnas högst uppmätta temperatur för månaden [6].
- 3 september – I Marienlyst, Norge uppmäts temperaturen + 28.5 °C och därmed tangeras det norska värmerekordet för månaden från 1906 en andra gång, första tangeringen var 1958 [7].
- 4-12 september - Orkanen Claudette drar över Atlanten.
- 18 september – Duluth i Minnesota, USA drabbas av en "sommar-snöstörm". Hösten är fem dagar bort [8].

### Oktober
- Oktober - Karlstad i Sverige upplever sin torraste oktobermånad efter 1978 [9].
- 31 oktober-3 november - Minnesota, USA drabbas av en svår snöstorm på Halloween [10].

### November
- 30 november – Snöstorm härjar i Minnesota, USA och lämnar efter sig 14 inch snö på 12 timmar [11].

### December
- 27 december – Vid Kirkja, Färöarna uppmäts temperaturen + 14.5 °C, vilket blir Färöarnas högst uppmätta temperatur för månaden [12].

## Avlidna
- 28 maj – Reginald Sutcliffe, brittisk meteorolog.

### Fotnoter
1. ↑  ”Arkiverade kopian”. Arkiverad från originalet den 11 juni 2014. https://web.archive.org/web/20140611100013/http://climate.umn.edu/pdf/day_in_weather_history/march_wx_history.pdf. Läst 26 januari 2015.
2. ↑  ”Arkiverade kopian”. Arkiverad från originalet den 22 juni 2010. https://web.archive.org/web/20100622121311/http://climate.umn.edu/pdf/ice_storms_in_minnesota.pdf. Läst 15 februari 2011.
3. ↑  DMI
4. ↑  ”Arkiverade kopian”. Arkiverad från originalet den 26 juli 2010. https://web.archive.org/web/20100726102347/http://www.climate.umn.edu/pdf/day_in_weather_history/june_wx_history.pdf. Läst 16 februari 2011.
5. ↑  SMHI
6. ↑  DMI
7. ↑  MET
8. ↑  ”Arkiverade kopian”. Arkiverad från originalet den 26 juli 2010. https://web.archive.org/web/20100726102501/http://www.climate.umn.edu/pdf/day_in_weather_history/september_wx_history.pdf. Läst 16 februari 2011.
9. ↑  SMHI
10. ↑  Famous Minnesota Winter Storms (Listed Chronologically) Arkiverad 7 januari 2009 hämtat från the Wayback Machine.
11. ↑  ”Arkiverade kopian”. Arkiverad från originalet den 16 juli 2010. https://web.archive.org/web/20100716104924/http://www.climate.umn.edu/pdf/day_in_weather_history/november_wx_history.pdf. Läst 16 februari 2011.
12. ↑  Vejrekstremer i Danmark DMI